# 오오타 아이카
오오타 아이카(多田 愛佳, 1994년 12월 8일 ~ )는 일본 여성 아이돌 그룹 전 HKT48 팀KIV의 캡틴, 최연장자이다. 사이타마 현 출신, 프로덕션 오기 소속. 한국어를 잘한다. 솔로가수인 다카하시 미나미의 팬이다.

## 내력
2006년
- 12월 3일, 제3기 AKB48 추가 멤버 오디션에 합격(총 응모자 12838명, 최종 합격자 20명)

2009년
- 1월, 같은 소속사인 나카가와 하루카・히라지마 나츠미・와타나베 마유와「와타리로카하시리타이」로서도 활동을 개시했다.(이후 와타리로카하시리타이7으로 이행）
- 6월부터 7월에 걸쳐 실시되었던『AKB48 13집 싱글 선발총선거「신에게 맹세하고 진짜예요」』에서는 20위로 싱글선발에 진입하였다.
- 8월 23일에 개최되었던『요미우리 신문 135주년 기념 콘서트 AKB104 선발 멤버 조각축제』의 저녁 공연을 통해서 같은 해10월부터 팀A로 이동되는 것이 발표

2010년
- 5월부터 6월에 걸쳐 실시되었던『AKB48 17집 싱글 선발 총선거 「어머니에게 맹세하고 진짜예요」』에서 22위로 언더걸즈에 진입하였다.
- 7월 27일 팀B로부터 팀A로 이동.

2011년
- 5월부터 6월에 걸쳐 실시되었던『AKB48 22집 싱글 선발 총선거「올해도 진짜예요」』에서 25위로 언더걸즈에 진입하였다.[1]

2012년
- 5월 30일 발매 와타리로카하시리타이 7의 싱글「소년이여 거짓말을 해!」통상반에 첫 솔로곡「성격이 꼬였어」가 수록되었다.[2]
- 8월 24일에서 도쿄 돔에서 행해진 "AKB48 in TOKYO DOME ~1830m의 꿈~" 첫 날에서 HKT48에 이적을 하게 되었다.[3]
- 5월부터 6월에 걸쳐 실시되었던 『AKB48 27th 싱글 선발 총선거 ~팬이 선택하는 64의석~』에서 52위로 퓨처걸즈에 진입하였다.
- 11월 1일 AKB48 팀A에서 HKT48 팀H로 완전 이적하였다.

2013년
- 5월부터 6월에 걸쳐 실시되었던 『AKB48 32nd 싱글 선발 총선거 ~꿈은 혼자서 꿀 수 없다~』에서 43위로 넥스트걸즈에 진입하였다.

2014년
- 1월 11일 iichiko 그랑시어터에서 개최된 HKT48 큐슈 콘서트 투어 『큐슈 7현 투어 ~귀여운 아이는 여행을 시켜~』의 첫 날 밤 공연의 앵콜 출연때 HKT48의 「반 배정」(팀의 편성)이 발표되고 오오타를 포함한 팀H 회원 8명이 2014년 봄에 신설되는 팀KIV에 이동으로 오오타는 팀KIV 발족과 동시에 이 팀의 주장으로 취임하게 되었다.

2017년
- 4월 10일 HKT48 극장에서 행해진 졸업 공연으로 인해 HKT48 졸업.

## 드라마
- 2010년 TV 도쿄 드라마 24 마지스카 학원 러브탄 역
- 2011년 TV 도쿄 드라마 24 마지스카 학원 2 러브탄 역